# Olivier Kaisen
Olivier Kaisen (* 30. April 1983 in Namur) ist ein ehemaliger belgischer Radrennfahrer.

## Sportliche Laufbahn
Olivier Kaisen begann im Verein VC de l’Orne Blanmont mit dem Radsport. Er fuhr 2003 im Farmteam von Quick Step-Davitamon, wo er belgischer Zeitfahrmeister in der U23-Klasse wurde. 2004 gewann er den Chrono des Herbiers in der U23-Klasse, bei dem er 2001 schon einmal Zweiter bei den Junioren wurde. Zur Saison 2005 erhielt er einen Vertrag bei dem französischen Professional Continental Team R.A.G.T. Semences. Ab 2006 fuhr Kaisen für das belgische UCI ProTeam Davitamon-Lotto bzw. einer der Nachfolgeteams.
Bei der Vuelta a España 2006 nahm Kaisen an seiner ersten „Grand Tour“ teil und beendete das Rennen auf Platz 110. Er bestritt die Vuelta noch fünf weitere Male. 2012 konnte er das Rennen nicht beenden. Viermal startete er beim Giro d’Italia, wobei er jedes Mal das Ziel erreichte. Sein größter Erfolg war der Sieg beim Eintagesrennen Grote Prijs Gerrie Knetemann 2007.
Am 11. Februar 2014 gab Kaisen bekannt, dass er seine Karriere wegen Herzproblemen beenden werde. Bereits im November 2013 wurde bei ihm bei Routineuntersuchungen ein unregelmäßiger Herzschlag diagnostiziert. Nachdem er bei der Tour Down Under erkrankte, musste er sich weiteren Untersuchungen unterziehen, die ergaben, dass er den Profiradsport aufgeben müsse.

## Erfolge
2003
- Belgischer Meister – Einzelzeitfahren (U23)

2004
- Chrono des Herbiers (U23)

2007
- Grote Prijs Gerrie Knetemann

2009
- eine Etappe Presidential Cycling Tour of Turkey

## Grand Tour Gesamtwertung
| Grand Tour            | 2006 | 2007 | 2008 | 2009 | 2010 | 2011 | 2012 |
| --------------------- | ---- | ---- | ---- | ---- | ---- | ---- | ---- |
| Giro d’ItaliaGiro     | −    | −    | −    | 159  | 122  | 141  | 142  |
| Tour de FranceTour    | −    | −    | −    | −    | −    | −    | −    |
| Vuelta a EspañaVuelta | 110  | −    | 92   | 86   | 125  | 62   | DNF  |

## Persönliches
Kaisen absolvierte eine Ausbildung zum Buchhalter. Sein erster Radsportverein war VC de l`Orne Blanmont.